# The Lucy Show
The Lucy Show je americký televizní sitcom, vysílaný v letech 1962–1968 na stanici CBS. Seriál vznikl na podkladě knihy Life Without George od Irene Kampen, zároveň se jedná o následovníka předchozího sitcomu I Love Lucy a nepravidelné série The Lucy–Desi Comedy Hour v titulní roli s Lucille Ball. Seriál se dočkal 156 dílů v šesti řadách. Mezi třetí a čtvrtou sérií došlo k výrazným změnám: proměnou prošlo obsazení, postavy i lokace.

## Příběh
Ovdovělá Lucille Carmichael žije se svými dvěma dětmi, synem Jerrym a dcerou Chris, v městečku Danfield ve státě New York. V podnájmu u ní bydlí její rozvedená kamarádka Vivian Bagley se svým synem Shermanem. Po třetí řadě se Lucy přestěhuje do Los Angeles, aby byla blíže dceři Chris, která začala v Kalifornii studovat univerzitu. Zde se Lucyinou novou nejlepší kamarádkou stane Mary Jane Lewis.

## Obsazení

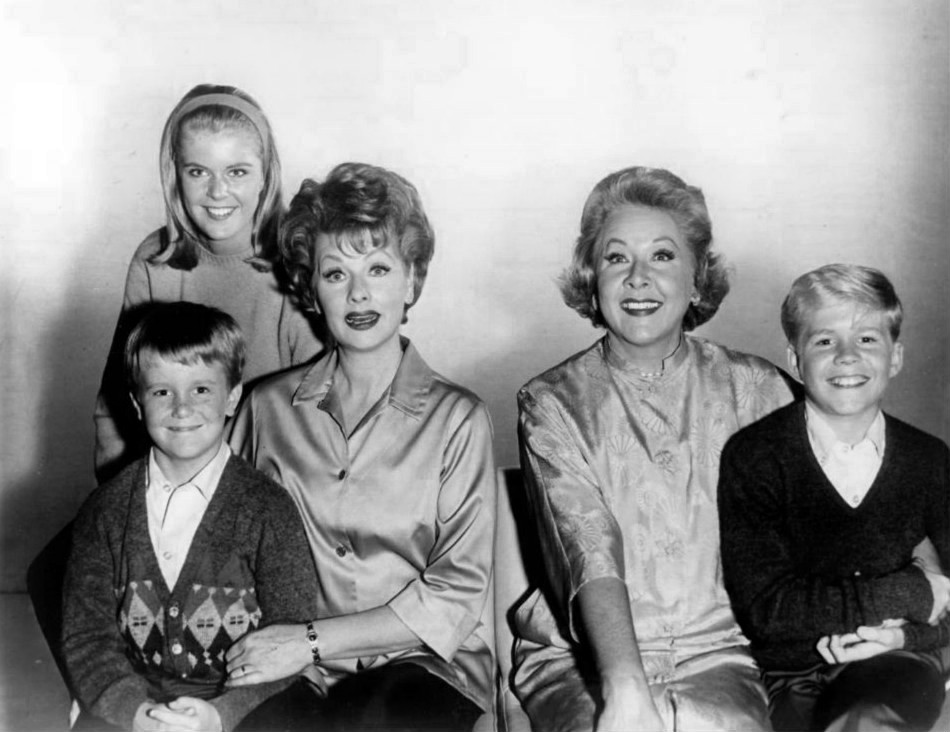
Původní obsazení seriálu (zleva): Jimmy Garrett, Candy Moore, Lucille Ball, Vivian Vance a Ralph Hart

- Lucille Ball jako Lucille „Lucy“ Carmichael
- Vivian Vance jako Vivian Bagley (1.–3. řada, jako host v 5. a 6. řadě)
- Gale Gordon jako Theodore J. Mooney (2.–6. řada)
- Mary Jane Croft jako Audrey Simmons (jako host v 1. a 2. řadě) a jako Mary Jane Lewis (4.–6. řada)
- Candy Moore jako Chris Carmichael (1.–2. řada, jako host ve 3. řadě)
- Jimmy Garrett jako Jerry Carmichael (1.–2. řada, jako host ve 3. a 4. řadě)
- Ralph Hart jako Sherman Bagley (1.–2. řada, jako host ve 3. řadě)